# 1 Змеи
1 Змеи (лат. 1 Serpentis) — кратная звезда в созвездии Девы на расстоянии приблизительно 296 световых лет (около 90,8 парсек) от Солнца. Возраст звезды определён как около 4,58 млрд лет.

## Характеристики
Первый компонент (HD 132132) — оранжевый гигант спектрального класса K0, или K1III. Визуальная звёздная величина звезды — +5,512m. Масса — около 2,916 солнечной, радиус — около 12,478 солнечного, светимость — около 76,553 солнечной. Эффективная температура — около 4775 K.
Второй компонент — коричневый карлик. Масса — около 14,62 юпитерианской. Удалён в среднем на 2,137 а.е..
Третий компонент (TYC 4987-366-1) — жёлтая звезда спектрального класса G5IV. Визуальная звёздная величина звезды — +10,36m. Масса — около 0,953 солнечной, радиус — около 0,94 солнечного, светимость — около 0,708 солнечной. Эффективная температура — около 5490 K. Удалён на 85,7 угловой секунды.
Четвёртый компонент (TYC 4987-182-1) — жёлто-белая звезда спектрального класса F. Визуальная звёздная величина звезды — +10,29m. Радиус — около 1,79 солнечного, светимость — около 5,447 солнечной. Эффективная температура — около 6638 K. Удалён на 265,7 угловой секунды.

## Описание
Обозначение Флемстида 1 Змеи было дано звезде в то время, когда созвездие Змеи было единым с созвездием Змееносца. Также объекту было присвоено обозначение Байера M Змеи. Когда созвездия Змееносца и Змеи были разделены, 1 Змеи оказалась за их границами в созвездии Весов. Впоследствии звезда немного сдвинулась и теперь находится в созвездии Девы.
У 1 Змеи есть звезда-компаньон 10-й видимой звёздной величины на угловом расстоянии 86 угловых секунд, открытая Уильямом Гершелем. Она находится на таком же расстоянии от Солнца, что и 1 Змеи, и обладает таким же собственным движением, что позволяет считать этот объект физически связанным с 1 Змеи, при этом расстояние между звёздами составляет 8600 а.е..
В каталогах кратных звёзд упоминается и звезда 10-й звёздной величины на гораздо большем угловом расстоянии, при этом являющейся объектом фона.